# Boulengerella cuvieri
Boulengerella cuvieri är en fiskart som först beskrevs av Johann Baptist von Spix och Agassiz 1829.  Boulengerella cuvieri ingår i släktet Boulengerella och familjen Ctenoluciidae. Inga underarter finns listade.